# Meridià 94 a l'est
El meridià 94 a l'est de Greenwich és una línia de longitud que s'estén des del pol Nord travessant l'oceà Àrtic, Àsia, l'oceà Índic, l'oceà Antàrtic i l'Antàrtida fins al pol Sud.
El meridià 94 a l'est forma un cercle màxim amb el meridià 86 a l'oest. Com tots els altres meridians, la seva longitud correspon a una semicircumferència terrestre, uns 20.003,942 km. Al nivell de l'Equador, és a una distància del meridià de Greenwich de 10.464 km.

## De Pol a Pol
Començant en el pol Nord i dirigint-se cap al pol Sud, aquest meridià travessa:
| Coordenades                             | País, territori o mar        | Notes |
| --------------------------------------- | ---------------------------- | --- |
| 90° 0′ N, 94° 0′ E / 90.000°N,94.000°E  | Oceà Àrtic                   | |
| 81° 2′ N, 94° 0′ E / 81.033°N,94.000°E  | Rússia                       | Krai de Krasnoiarsk — Illa Komsomólets i Illa de la Revolució d'Octubre, Terra del Nord |
| 79° 26′ N, 94° 0′ E / 79.433°N,94.000°E | Mar de Kara                  | Passa a l'est de l'illa Voronina, Krai de Krasnoiarsk, Rússia (a 78° 9′ N, 93° 55′ E / 78.150°N,93.917°E) |
| 76° 36′ N, 94° 0′ E / 76.600°N,94.000°E | Rússia                       | Krai de Krasnoiarsk — Arxipèlag de Nordenskiöld |
| 76° 34′ N, 94° 0′ E / 76.567°N,94.000°E | Mar de Kara                  | |
| 76° 7′ N, 94° 0′ E / 76.117°N,94.000°E  | Rússia                       | Krai de Krasnoiarsk Tuvà — des de 52° 39′ N, 94° 0′ E / 52.650°N,94.000°E |
| 50° 35′ N, 94° 0′ E / 50.583°N,94.000°E | Mongòlia                     | |
| 44° 45′ N, 94° 0′ E / 44.750°N,94.000°E | República Popular de la Xina | Xinjiang Gansu — des de 41° 5′ N, 94° 0′ E / 41.083°N,94.000°E Qinghai — des de 38° 43′ N, 94° 0′ E / 38.717°N,94.000°E Tibet — des de 32° 27′ N, 94° 0′ E / 32.450°N,94.000°E                                                               |
| 28° 50′ N, 94° 0′ E / 28.833°N,94.000°E | Índia                        | Arunachal Pradesh — reclamat per República Popular de la Xina · Assam — des de 27° 20′ N, 94° 0′ E / 27.333°N,94.000°E · Nagaland — des de 26° 9′ N, 94° 0′ E / 26.150°N,94.000°E · Manipur — des de 25° 31′ N, 94° 0′ E / 25.517°N,94.000°E |
| 23° 55′ N, 94° 0′ E / 23.917°N,94.000°E | Myanmar (Birmània)           | |
| 18° 44′ N, 94° 0′ E / 18.733°N,94.000°E | Oceà Índic                   | Passa a l'est de l'illa Barren, Illes Andaman, Índia (a 12° 17′ N, 93° 53′ E / 12.283°N,93.883°E) · Passa a l'est de l'illa de Gran Nicobar, Índia (a 7° 0′ N, 93° 57′ E / 7.000°N,93.950°E)                                                 |
| 60° 0′ S, 94° 0′ E / 60.000°S,94.000°E  | Oceà Antàrtic                | |
| 66° 31′ S, 94° 0′ E / 66.517°S,94.000°E | Antàrtida                    | Territori Antàrtic Australià, reclamada per Austràlia |